# كل ما أردت معرفته عن الجنس (كتاب)
كل ما أردت معرفته عن الجنس (*لكنك كنت خائفًا من السؤال عنه) هو كتاب (صدر عام ١٩٦٩، وحُدِّث عام ١٩٩٩) للطبيب النفسي الأمريكي ديفيد روبن. كان من أوائل الكتب التي دخلت الثقافة السائدة في ستينيات القرن الماضي، وكان له تأثيرٌ عميق على التربية الجنسية وتحرير المواقف تجاه الجنس وكان من بين أفضل ٢٠ كتابًا مبيعًا على الإطلاق في القرن العشرين في الولايات المتحدة.
```
يهدف الكتاب إلى تقديم معلومات شاملة وصريحة عن الجنس البشري، موجهًا إلى عامة الناس بأسلوب مباشر وخفيف الظل.
```

## المحتوى والأسلوب
يتناول الكتاب موضوعات متنوعة مثل التشريح الجنسي، الممارسات الجنسية، التوجهات الجنسية، الحمل، ووسائل منع الحمل. يعتمد روبن على لغة واضحة وأحيانًا فكاهية لتبسيط المفاهيم الطبية، مع الرد على أسئلة شائعة كان الناس يترددون في طرحها علنًا في ذلك الوقت. يُعتبر الكتاب رائدًا لكسره الحواجز الاجتماعية حول مناقشة الجنس.
كتب روبن نسخة مُحدثة ("يقول إنه عدّل ٩٦٪ من طبعته الأولى"، ونُشرت بعد ٣٠ عامًا، في عامي ١٩٩٩ و٢٠٠٠.